# Strzelce Krajeńskie
Strzelce Krajeńskieⓘ (em alemão: Friedeberg in der Neumark) é um município no oeste da Polônia. Pertence à voivodia da Lubúsquia, no condado de Strzelce-Drezdenko. É a sede da comuna urbano-rural de Strzelce Krajeńskie.
Estende-se por uma área de 5,5 km², com 9 752 habitantes, segundo o censo de 31 de dezembro de 2021, com uma densidade populacional de 1 773,1 hab./km².

## Localização
A cidade está localizada na parte nordeste da voivodia da Lubúsquia, na margem direita da região do rio Noteć, entre os seguintes lagos: Klasztorne Górne, Młyńskie e Dolne para onde flui o riacho Młynówka, na região dos lagos da Pomerânia do Sul (incluindo a parte sudoeste da região do lago Dobiegniew).
Antes da construção do anel viário Strzelce Krajeńskie, a estrada nacional n.º 22 e a estrada voivodal n.º 156 se cruzavam na rotatória no centro da cidade. Com a conclusão do anel viário, o cruzamento ficou fora dos limites da cidade.
Originalmente, a área onde a cidade está localizada pertencia à Grande Polônia como parte da castelania de Santok, e depois na segunda metade do século XIII foi conquistada pela Marca de Brandemburgo e incorporada à Nova Marca, dentro de cujas fronteiras ela se encontrava até 1945, e nos anos 1402–1454 a cidade esteve sob o domínio da Ordem Teutônica. O adjetivo Krajeńskie no nome foi adicionado após a Segunda Guerra Mundial para distingui-la de outras cidades com nomes semelhantes (como Strzelce Opolskie), mas não tem base histórica ou geográfica, pois a cidade nunca esteve associada à região histórica polonesa da Krajna.
Segundo dados de 31 de dezembro de 2021, a área da cidade era de 5,5 km².

## História

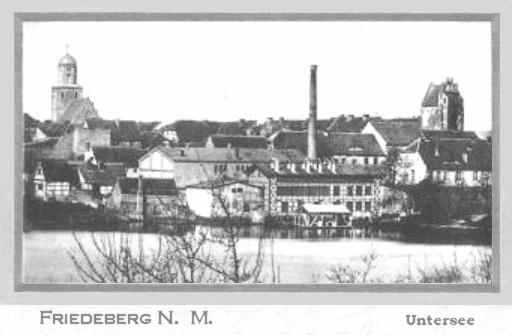
Strzelce Krajeńskie, por volta de 1900

A menção mais antiga, referente à cidade descrita como: Strzelzi, Strzelecz, Strzelcze, está relacionada com a destruição em 1272 da fortaleza do margrave de Brandenburgo Conrado I pelo Duque de Wielkopolska, Premislau II. Após a destruição desta fortificação, os marqueses decidiram nos anos 1272–1286 fundar uma vila, que decidiram chamar Friedeberg. Logo após o foral da vila, iniciaram-se as obras de fortificação, em consequência das quais, nos anos 1272–1290, foi construído um muro de pedra, uma muralha de terra e fossos duplos à volta da vila. Isto é confirmado por uma referência de 1290 sobre a fundação pelos eremitas agostinianos do mosteiro junto às muralhas da cidade. Como parte das fortificações da vila, foram construídos o Portão do Moinho (Portão Drezdenecka ou Portão Leste) e o Portão Gorzowska (Portão Brzozowska) e 37 torres da cerca. Durante a guerra polaco-teutônica, o exército hussita de Jan Čapek esteve perto da cidade em 1433, apoiando as tropas polonesas lideradas por Piotr Szafraniec. Após um ataque de dois dias, os invasores minaram, capturaram e incendiaram a cidade em 7 de junho.
Uma das principais rotas de fuga dos insurrectos de Novembro da Polônia para a Grande emigração passava pela cidade.
Durante a Segunda Guerra Mundial, os alemães criaram na cidade três subcampos de trabalho forçado do campo de prisioneiros de guerra Stalag II D.
Em 1945, a localidade foi novamente incorporada à Polônia. A administração polonesa inicialmente usou o nome Strzelce sem o adjetivo Krajeńskie, adicionado em 1946. Nos anos 1975–1998 a cidade pertenceu administrativamente à voivodia de Gorzów.

## Monumentos históricos
Estão inscritos no registro provincial de monumentos:
- Cidade Velha, disposição urbana
- Igreja filial dedicada a Nossa Senhora do Rosário,[17] igreja de Santa Maria, de 1300, do século XV, do século XIX, 1957–1973
- Muralhas defensivas da cidade com 36 torres, do século XIII. Elas foram construídos de pedra nos anos 1272–1290. Comprimento: 1640 m, espessura: 1 m, altura: até 8 m. As muralhas circundam a Cidade Velha com uma área de aproximadamente 24 ha. No passado, as fortificações da cidade consistiam em 38 torres da cerca, dois portões: Gorzowska e Młyńska, e uma torre chamada Prisão ou Torre das Bruxas. Até hoje, as paredes sobreviveram quase ao longo de todo o seu comprimento, o Portão do Moinho e a Torre da Prisão também sobreviveram:
  - Portão do Moinho — Oriente, do século XIV, outro nome: Portão Drezdenko está localizado no final da rua Młyńska. Foi construído em estilo gótico no século XV. Tem quatro andares e uma passagem fechada com um arco agudo. O portão é encimado por pináculos ao ar livre. Atualmente, abriga a Escola estatal de Música do 1.º grau
  - Torre da Prisão remonta ao século XIV. As partes inferiores são construídas em pedra em uma planta retangular, e as partes superiores são feitas de tijolos — em um plano circular achatado. É coroada com um capacete pontiagudo de tijolos cercado por uma plataforma de observação. O interior da torre é dividido em três andares. Atualmente, o edifício não é usado. O Portão Novo fica ao lado da torre
- Casas, rua Brygady Saperów n.º 19, 20, 25, 34 e um edifício agrícola — em enxaimel, tijolo e enxaimel, do século XVIII, meados do século XIX
- Casa, rua Krasińskiego 11, tijolos e enxaimel
- Casas, rua Ludowa n.º 16 em enxaimel; n.º 31 e uma quinta em enxaimel de meados do século XIX
- Casa, rua Mickiewicza n.º 18, enxaimel, de meados do século XIX, não existe
- Casas, rua Południowa n.º 13, n.º 17 — em enxaimel, de meados do século XIX; n.º 38
- Casas, rua Północna n.º 36 em enxaimel, n.º 38, dos séculos XVIII/XIX
- Celeiro no Portão Oriental, rua Wojska Polskiego n.º 1, tijolos e enxaimel, de 1764, reformado em 2020.[18]
- Casa, rua Wojska Polskiego n.º 4, de meados do século XIX

Outros monumentos:
- Cemitério judeu
- Igreja paroquial São Francisco de Assis, de 1929, a partir da qual o toque da corneta da cidade é tocado diariamente às 12 horas[19][20][17]
- Prefeitura, foi construída nos anos 1870–1872 em estilo neorrenascentista, no local da antiga Câmara Municipal. O projeto foi elaborado por Koehler de Frankfurt (Oder) e Asmund Schulz. A fachada do edifício é decorada com uma varanda com balaustrada, um tondo com as armas da cidade e um mastro com motivo de dragão. Atualmente, o edifício é a sede do Tribunal Distrital em Strzelce Krajeńskie.
- Castelo de água[21]

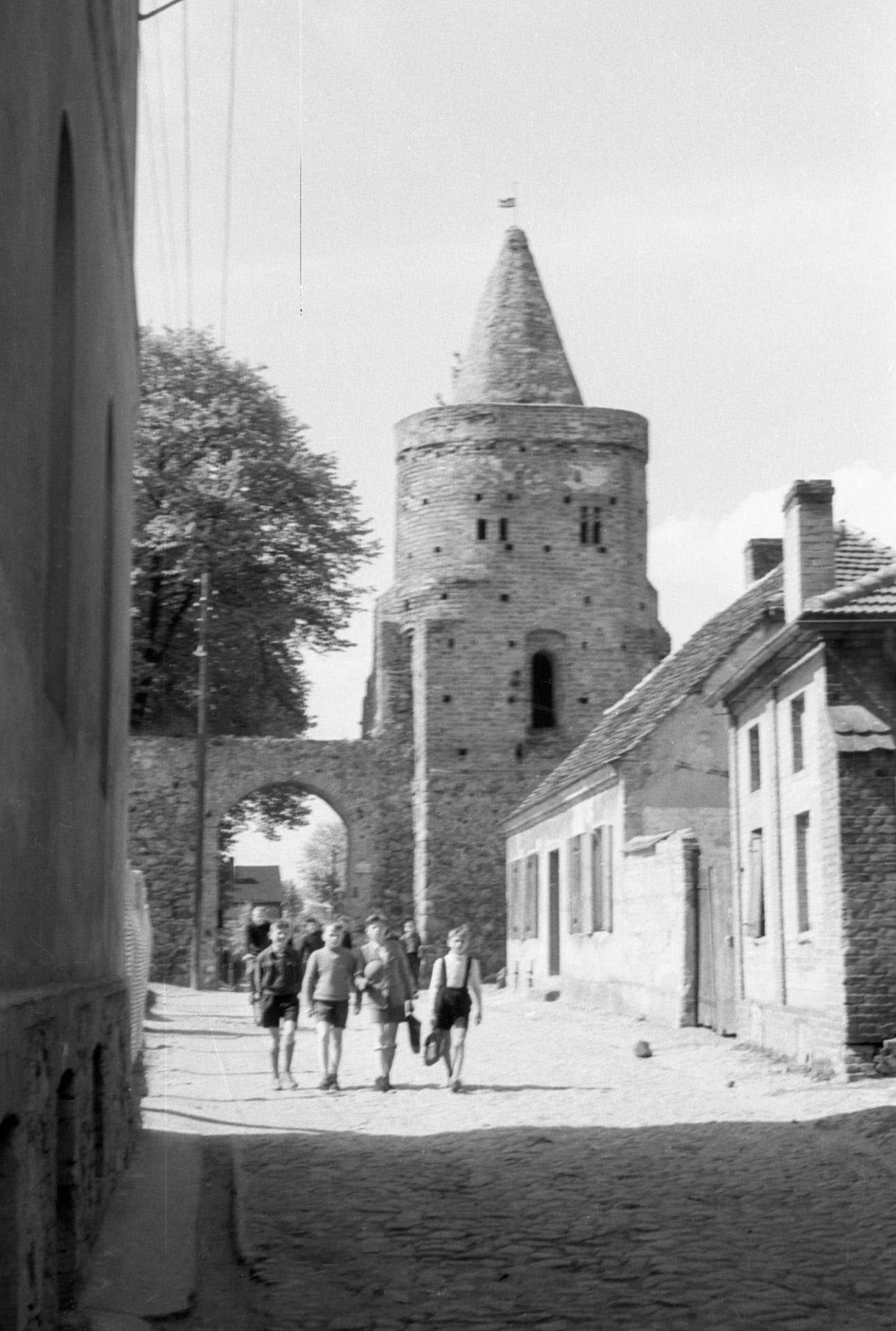
Torre das Bruxas (1959)
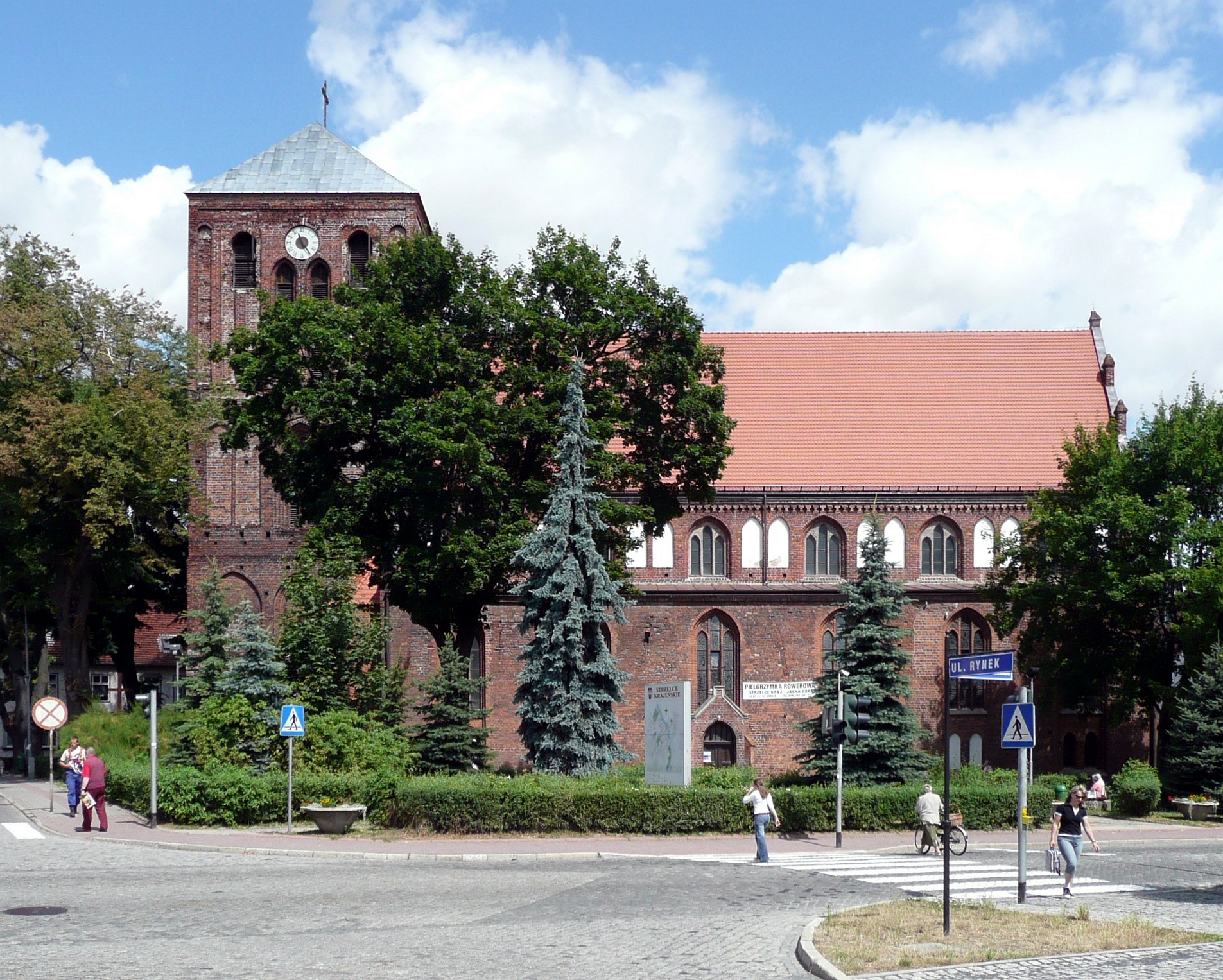
Igreja de Santa Maria
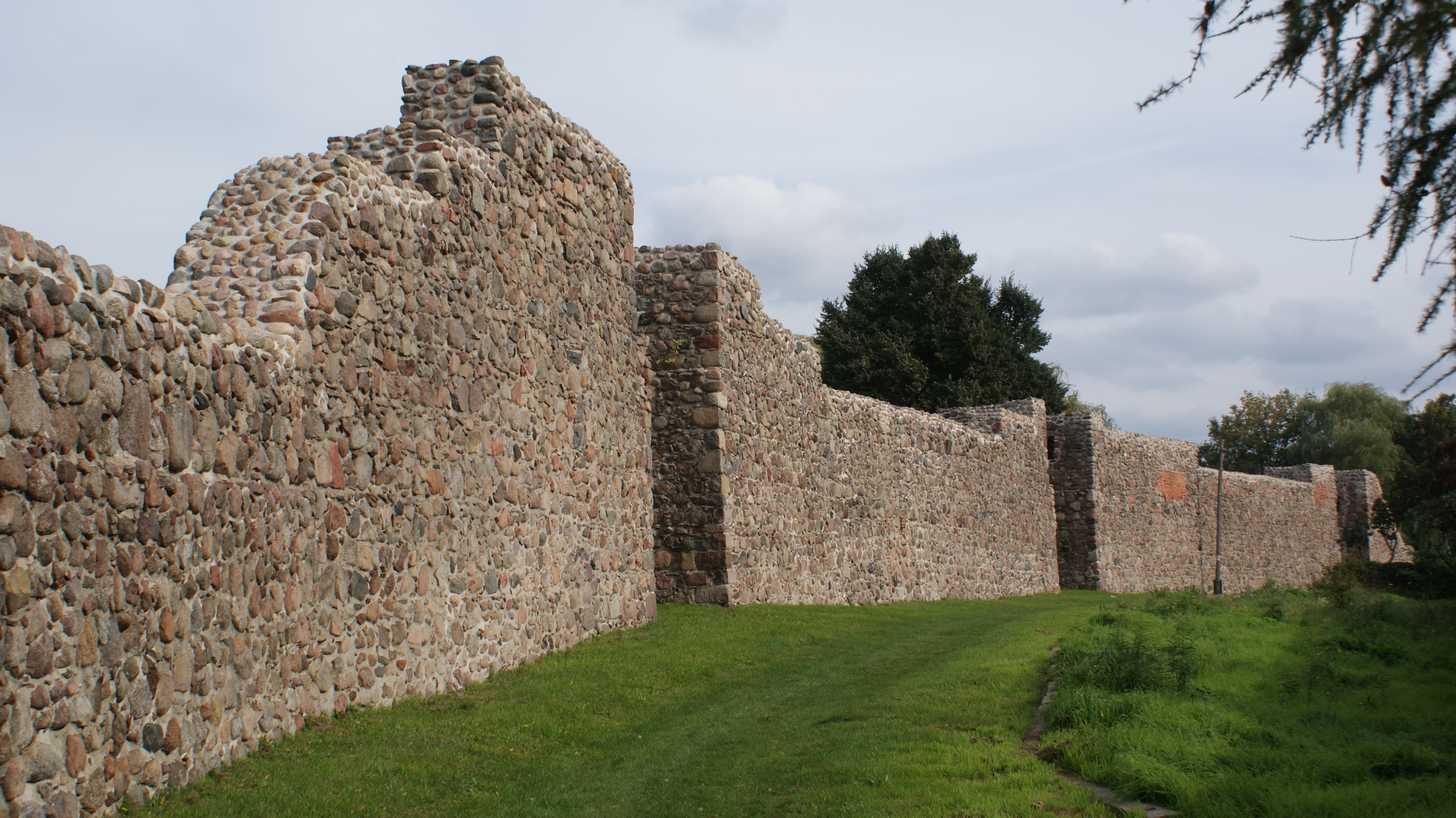
Muralhas defensivas com 36 torres do século XIII
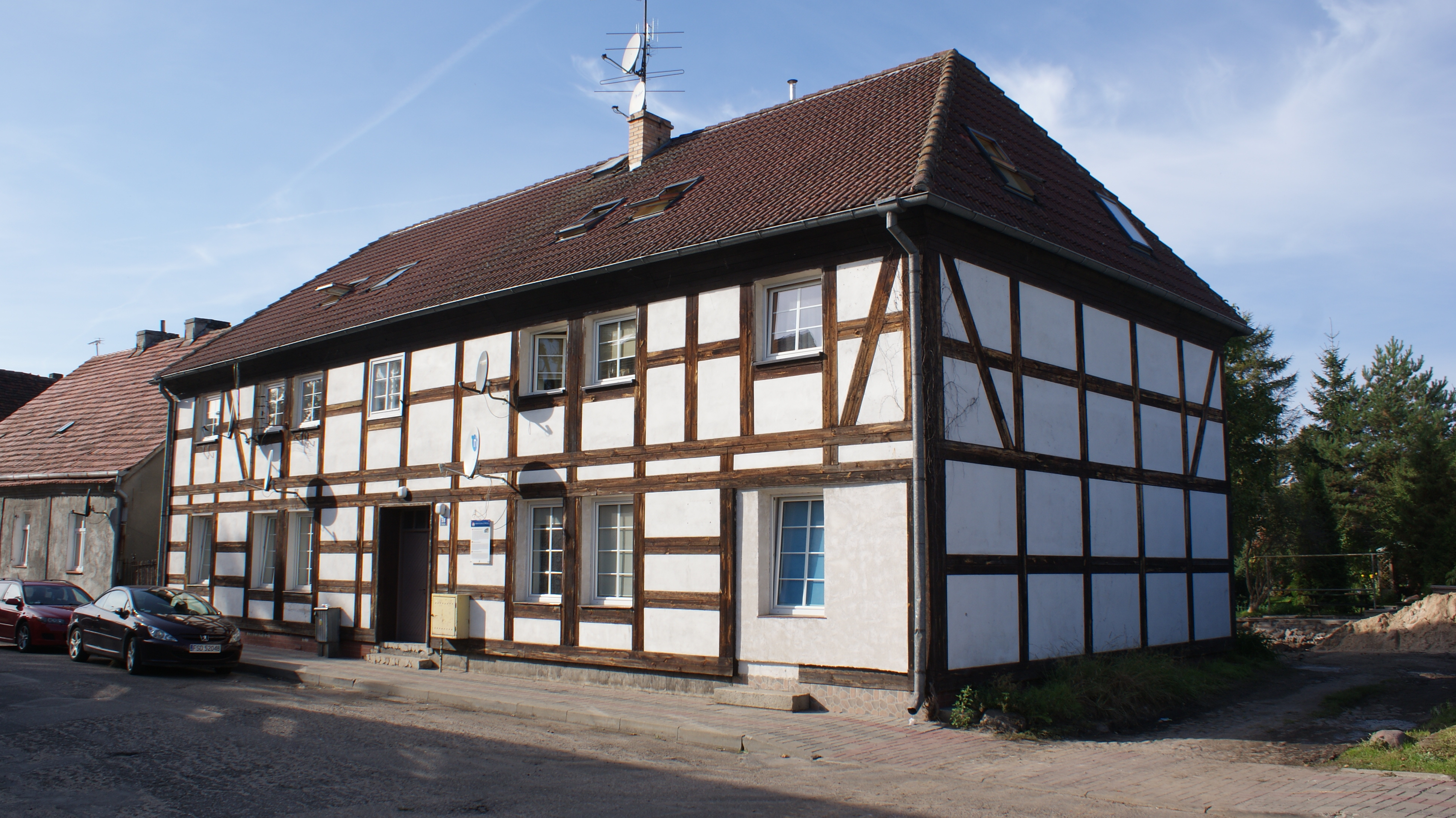
Rua Północna 36 - casa dos séculos XVIII/XIX
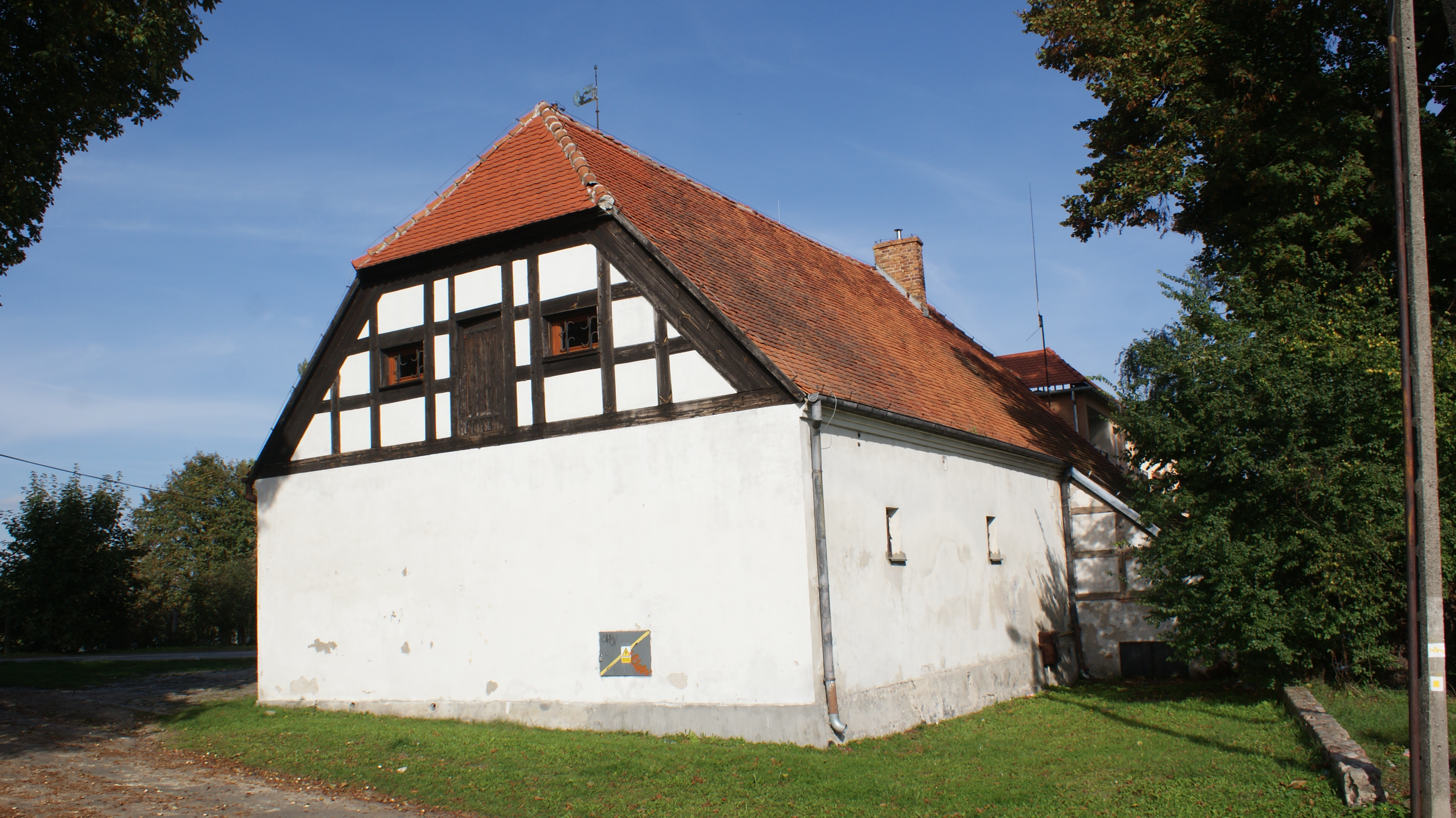
Rua Wojska Polskiego 1 - celeiro de 1764
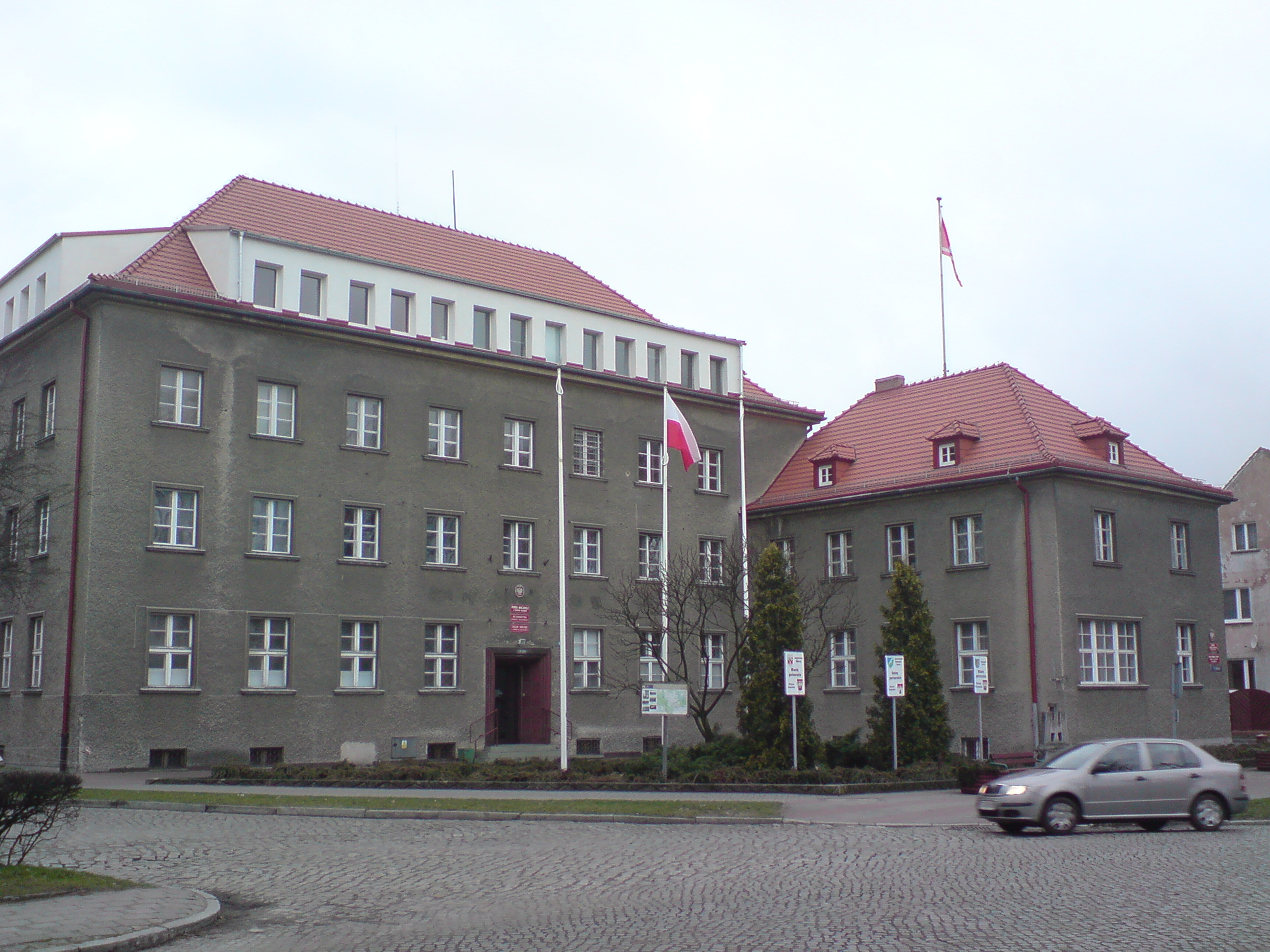
Prefeitura, Câmara municipal e da comuna de Strzelce Krajeńskie (1870–1872)

## Demografia
Conforme os dados do Escritório Central de Estatística da Polônia (GUS) de 31 de dezembro de 2022, Strzelce Krajeńskie é uma cidade pequena com uma população de 9 754 habitantes (17.º lugar na voivodia da Lubúsquia e 398.º na Polônia), tem uma área de 5,54 km² (34.º lugar na voivodia da Lubúsquia e 804.º lugar na Polônia) e uma densidade populacional de 1 760,65 hab./km² (2.º lugar na voivodia da Lubúsquia e 92.º lugar na Polônia). Nos anos 2002–2021, o número de habitantes diminuiu 4,7%.
Os habitantes de Strzelce Krajeńskie constituem cerca de 20,26% da população do condado de Strzelce-Drezdenko, constituindo 1,00% da população da voivodia da Lubúsquia.
| Descrição                         | Total      | Total    | Mulheres   | Mulheres | Homens     | Homens   |
| --------------------------------- | ---------- | -------- | ---------- | -------- | ---------- | -------- |
| unidade                           | habitantes | %        | habitantes | %        | habitantes | %        |
| população                         | 9 754      | 100      | 5 120      | 52,5     | 4 634      | 47,5     |
| superfície                        | 5,54 km²   | 5,54 km² | 5,54 km²   | 5,54 km² | 5,54 km²   | 5,54 km² |
| densidade populacional (hab./km²) | 1 760,65   | 1 760,65 | 924,34     | 924,34   | 836,31     | 836,31   |

## Clima
Conforme a classificação climática de Köppen-Geiger, Strzelce Krajeńskie situa-se na zona Cfb − clima temperado oceânico. Na cidade de Strzelce Krajeńskie, a temperatura média anual é de 9,6° C. Nesta área, a precipitação média anual é de 701 mm. Está localizada no Hemisfério Norte. Os meses de verão são: junho, julho, agosto, setembro. O mês mais seco é abril, com 43 mm de precipitação. O mês mais quente do ano é julho, com temperatura média de 19,4 °C. A temperatura média mais baixa do ano ocorre em janeiro e é de aproximadamente -0,3 °C.
A diferença de precipitação entre o mês mais seco e o mais úmido é de 47 mm. A variação de temperatura durante o ano é de 19,7 °C. O mês com a maior umidade relativa é novembro (86%). O mês com a menor umidade relativa é junho (65%). O mês com o maior número de dias de chuva é julho (10 dias). O mês com o menor número é fevereiro (7 dias).
| Dados climatológicos para Strzelce Krajeńskie | Dados climatológicos para Strzelce Krajeńskie | Dados climatológicos para Strzelce Krajeńskie | Dados climatológicos para Strzelce Krajeńskie | Dados climatológicos para Strzelce Krajeńskie | Dados climatológicos para Strzelce Krajeńskie | Dados climatológicos para Strzelce Krajeńskie | Dados climatológicos para Strzelce Krajeńskie | Dados climatológicos para Strzelce Krajeńskie | Dados climatológicos para Strzelce Krajeńskie | Dados climatológicos para Strzelce Krajeńskie | Dados climatológicos para Strzelce Krajeńskie | Dados climatológicos para Strzelce Krajeńskie | Dados climatológicos para Strzelce Krajeńskie |
| Mês | Jan                                           | Fev                                           | Mar                                           | Abr                                           | Mai                                           | Jun                                           | Jul                                           | Ago                                           | Set                                           | Out                                           | Nov                                           | Dez                                           | Ano                                           |
| --- | --------------------------------------------- | --------------------------------------------- | --------------------------------------------- | --------------------------------------------- | --------------------------------------------- | --------------------------------------------- | --------------------------------------------- | --------------------------------------------- | --------------------------------------------- | --------------------------------------------- | --------------------------------------------- | --------------------------------------------- | --------------------------------------------- |
| Temperatura máxima média (°C) | 1,8                                           | 3,4                                           | 7,5                                           | 13,8                                          | 18,5                                          | 21,5                                          | 23,4                                          | 23,2                                          | 18,8                                          | 13,0                                          | 7,3                                           | 3,5                                           | 13,0                                          |
| Temperatura média (°C) | −0,3                                          | 0,6                                           | 3,8                                           | 9,2                                           | 14,1                                          | 17,4                                          | 19,4                                          | 19,0                                          | 14,9                                          | 9,8                                           | 5,1                                           | 1,6                                           | 9,6                                           |
| Temperatura mínima média (°C) | −2,5                                          | −2,1                                          | 0,2                                           | 4,3                                           | 9,1                                           | 12,6                                          | 14,9                                          | 14,7                                          | 11,0                                          | 6,9                                           | 2,9                                           | −0,3                                          | 6,0                                           |
| Precipitação (mm) | 55                                            | 44                                            | 55                                            | 43                                            | 61                                            | 70                                            | 90                                            | 73                                            | 57                                            | 50                                            | 49                                            | 54                                            | 701                                           |
| Dias com chuva | 9                                             | 7                                             | 9                                             | 7                                             | 9                                             | 9                                             | 10                                            | 9                                             | 8                                             | 8                                             | 8                                             | 9                                             | 102                                           |
| Umidade relativa (%) | 84                                            | 82                                            | 77                                            | 68                                            | 65                                            | 65                                            | 67                                            | 68                                            | 73                                            | 80                                            | 86                                            | 85                                            | 75,0                                          |
| Insolação (h) | 2,6                                           | 3,7                                           | 5,4                                           | 8,7                                           | 10,3                                          | 10,8                                          | 10,9                                          | 10,0                                          | 7,4                                           | 4,8                                           | 3,1                                           | 2,3                                           | 80,0                                          |
| Fonte: Climate-Data.org Dados: 1991−2021: temperatura mínima (°C), temperatura máxima (°C), precipitação (mm), umidade, dias chuvosos. Dados: 1999−2019: horas de sol |                                               |                                               |                                               |                                               |                                               |                                               |                                               |                                               |                                               |                                               |                                               |                                               |                                               |

## Educação
- Creche Autônoma
- Jardim de Infância do Governo Local n.º 1
- Jardim de Infância do Governo Local n.º 2 “Smurfs”
- Escola Especial e Centro Educacional Janusz Korczak (incluindo: Escola Primária Especial, Escola Especial Preparando-se para o Trabalho, Jardim de Infância Especial n.º 3)
- Corpo de Trabalho Voluntário
- Escola Primária n.º 1
- Escola Primária n.º 2
- Complexo Escolar (Escola Secundária Geral Maciej Rataj e Escola Técnica de Gastronomia)
- Complexo de Escolas do Centro de Educação Continuada em Strzelce Krajeńskie Stefan Biedrzycki — um dos maiores complexos escolares da cidade. Ele está localizado no complexo de edifícios na avenida Wolności 7. O prédio da escola de tijolos vermelhos foi construído no início do século XX. As aulas foram organizadas lá, inicialmente estabelecendo um Colégio de Professores em Friedeberg e depois um ginásio alemão. Após a Segunda Guerra Mundial, quando Friedeberg se tornou uma cidade polonesa sob o nome de Strzelce Krajeńskie, uma escola secundária foi organizada no prédio. Tendo em conta o caráter agrícola de Strzelce, foi criada uma escola de formação de pessoal agrícola. Esta instalação era então uma das poucas escolas que educavam trabalhadores de serviços técnicos para Fazendas Estatais.[27]
- Faculdade da Universidade Agrícola de Szczecin
- Escola Estatal de Música 1.º Grau

## Esportes
Desde 1945, um clube de futebol chamado Miejski Klub Sportowy “Łucznik” Strzelce Krajeńskie está ativo em Strzelce Krajeńskie. A equipe joga suas partidas no Estádio Municipal.

## Comunidades religiosas
- Igreja Católica de Rito Latino:
  - Paróquia de São Francisco de Assis[29]
- Igreja greco-católica na Polônia:
  - Paróquia dos Santos Antônio e Teodósio Pieczerski e de São Miguel Arcanjo[30]
- Testemunhas de Jeová:
  - Igreja de Strzelce Krajeńskie (Salão do Reino, rua Orzechowa 5)